# Jean Schaaf
Jean Schaaf fou un ciclista alemany amateur, especialista en el ciclisme en pista. Va guanyar una medalla de bronze al Campionat del Món de Velocitat amateur de Colònia 1895, per darrere del neerlandès Jaap Eden i el danès Christian Ingemann.

## Palmarès
- 1892
  -  Campió d'Alemanya amateur en Velocitat